# Organizacja Młodzieży Towarzystwa Uniwersytetu Robotniczego

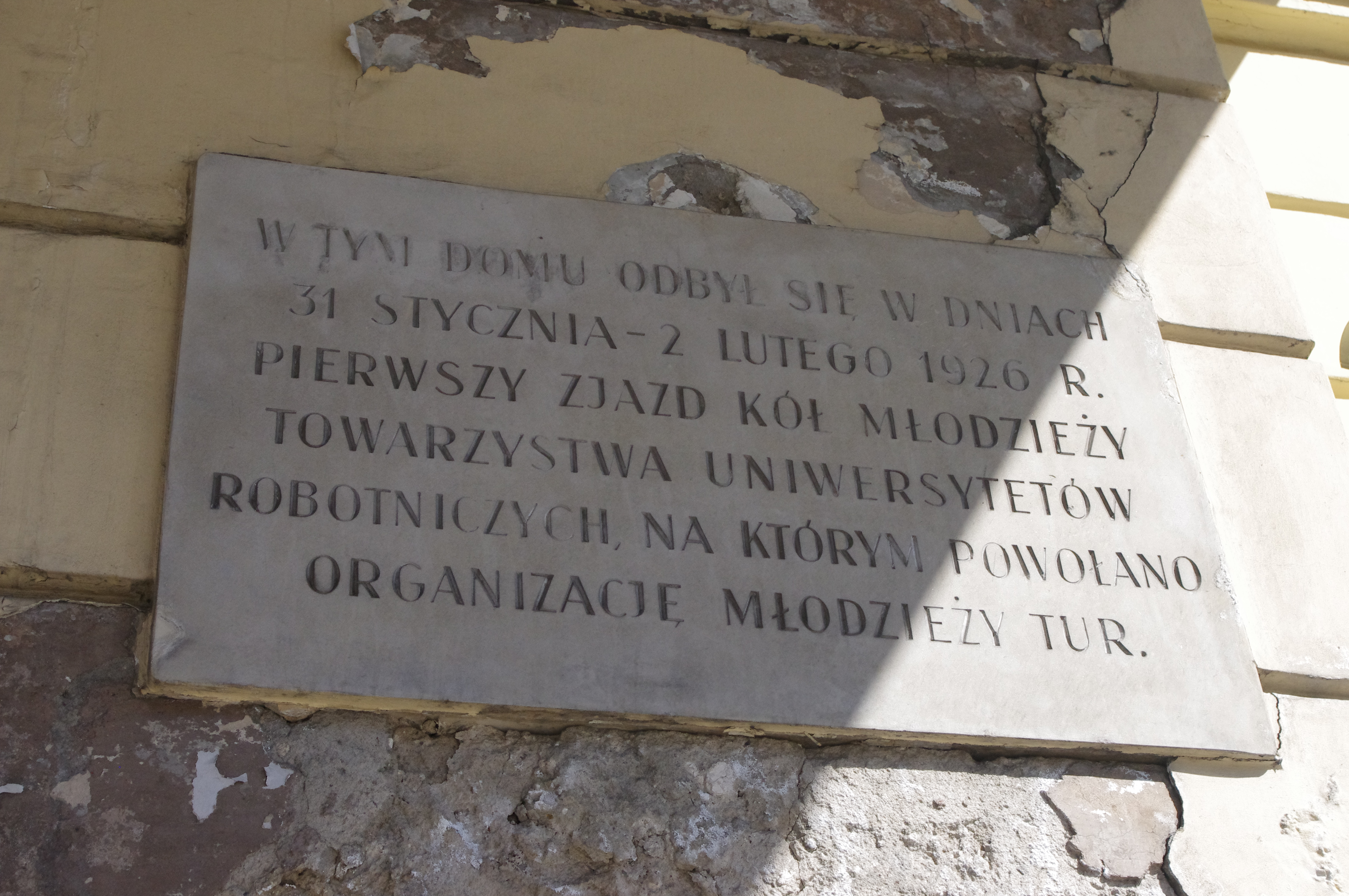
Tablica upamiętniająca Towarzystwo Uniwersytetu Robotniczego (TUR) na budynku przy Alejach Jerozolimskich 28 w Warszawie

Organizacja Młodzieży Towarzystwa Uniwersytetu Robotniczego (OM TUR) – organizacja młodzieżowa Towarzystwa Uniwersytetu Robotniczego, związanego z Polską Partią Socjalistyczną, działająca w latach 1926–1936 i 1944–1948; w 1948 wcielona do Związku Młodzieży Polskiej. 

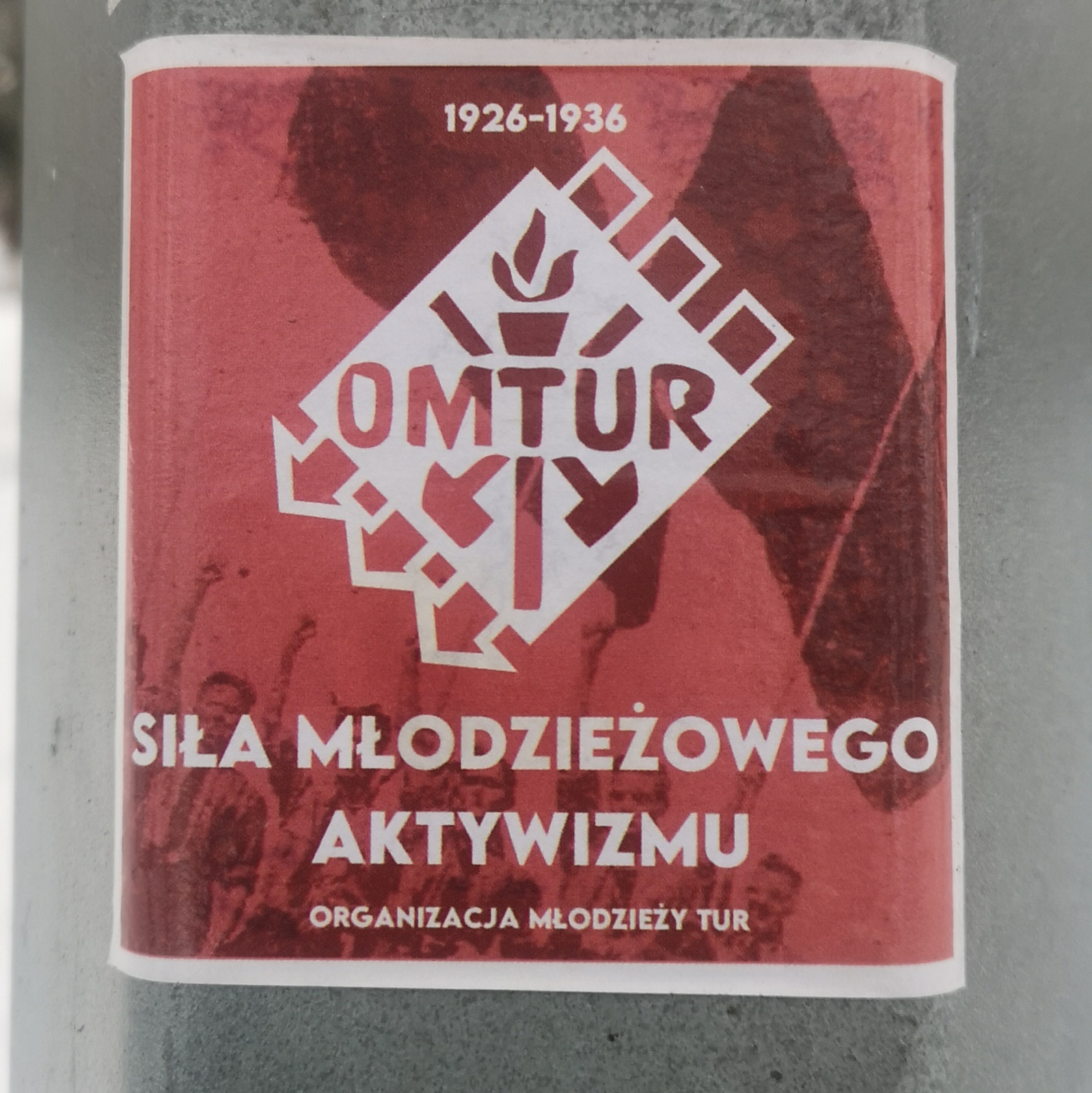
Wlepka OM TUR (2021)

## Historia
W kwietniu 1923 Zarząd Główny Towarzystwa Uniwersytetu Robotniczego w uzgodnieniu z Centralnym Komitetem Wykonawczym PPS powołał do życia Centralny Wydział Młodzieży TUR. W skład wydziału weszli przedstawiciele Związku Niezależnej Młodzieży Socjalistycznej, Związku Polskiej Młodzieży Robotniczej „Siła”. Przewodniczącym Centralnego Wydziału został Wacław Bruner. Od 1925 wydział rozpoczął wydawanie pisma „Głos Młodzieży Robotniczej”. W ramach wydziału powstało w kraju siedemnaście Kół Młodzieży TUR. Przy kołach powstawały jako sekcje robotnicze gromady harcerskie, które później wyodrębniły się w odrębną organizację Czerwone Harcerstwo TUR.
W listopadzie 1925 na II Zjeździe TUR uznano prawo powołania odrębnej organizacji młodzieżowej. Po tej decyzji w dniach 31 stycznia–2 lutego 1926. na I Zjeździe Kół Młodzieży TUR powołano „Organizację Młodzieży Towarzystwa Uniwersytetu Robotniczego” (OM TUR). W 1929 do OM TUR przyłączyło się Stowarzyszenie Młodzieży Robotniczej „Siła” (działające na Śląsku i Śląsku Cieszyńskim). W połowie lat trzydziestych OM TUR miał ponad 120 kół w 85 miejscowościach i blisko 8.000 członków. 
Najwyższą władzą OM TUR był Zjazd, który wybierał Komitet Centralny. Podstawową jednostką były koła terenowe, łączące się w organizacje miejskie i wojewódzkie. Przewodniczącymi Komitetu Centralnego OM TUR byli: 
- Stanisław Garlicki (1926–1932);
- Ludwik Cohn (1932–1936).

Pismami OM TUR były „Głos Młodzieży Robotniczej”, a następnie miesięcznik „Młodzi Idą”.
15 grudnia 1935 Centralny Komitet Wykonawczy PPS podjął decyzję o rozwiązaniu OM TUR i powołaniu na to miejsce Kół Młodzieży PPS. Na czele Centralnego Wydziału Młodzieży stanął Kazimierz Pużak. Decyzja spowodowana była m.in. próbą autonomizacji od PPS, tendencjami jednolitofrontowymi oraz próbą wzmocnienia struktur PPS. W 1939 istniało ponad 200 kół młodzieży PPS.
Organizacja została odtworzona w październiku 1944. W 1944 organizacją kierował Przemysław Ogrodziński. Od 1945 przewodniczącym KC był Ryszard Obrączka, zaś od czerwca 1947 do lipca 1948 przewodniczącym KC był Lucjan Motyka. OM TUR w lipcu 1948 zjednoczył się z trzema innymi organizacjami młodzieżowymi (ZWM, ZMW RP Wici i ZMD) i w tym samym roku na kongresie we Wrocławiu utworzyły one Związek Młodzieży Polskiej.

## Kalendarium wydarzeń
15 kwietnia 1923 r. Zarząd Główny TUR utworzył w uzgodnieniu z CKW PPS Centralny Wydział Młodzieży TUR dla zorganizowania kół młodzieży.
31 stycznia – 2 lutego 1926 r. W Warszawie odbył się I (założycielski) Zjazd Organizacji Młodzieży TUR, socjalistycznej organizacji młodzieżowej ideowo związanej z PPS.
10 października 1926 r. W Polsce odbyły się po raz pierwszy obchody Międzynarodowego Dnia Młodzieży Socjalistycznej, zorganizowane przez OM TUR.
21 listopada 1926 r. Na konferencji w Katowicach przedstawiciele związków młodzieży socjalistycznej, działających w Polsce, a należących do Socjalistycznej Międzynarodówki Młodzieży, utworzyli Federację Socjalistycznych Organizacji Młodzieży w Polsce
5-6 czerwca 1927 r. W Warszawie odbył się I Ogólnokrajowy Zlot Młodzieży Robotniczej i Dzień Sportu Robotniczego, zorganizowane przez OM TUR i ZRSS.
1-2 lutego 1929 r. II Zjazd OM TUR postanowił rozszerzyć masową działalność polityczną organizacji  i zwiększyć jej autonomię w łonie TUR.
5-6 października 1929 r. W Warszawie policja brutalnie rozpędziła pochody OM TUR, zorganizowane z okazji „Dnia Młodzieży Robotniczej”.
17-18 maja 1931 r. W Warszawie odbyła się Ogólnopolska Konferencja Czerwonego Harcerstwa TUR, która wyodrębniła organizację z OM TUR, powołała Krajową Radę bezpośrednio podporządkowaną ZG TUR i wybrała na jej przewodniczącego Stanisława Dubois.
15-16 maja 1932 r. W Piotrkowie obradował III Zjazd OM TUR, który skupił uwagę na sprawie przystosowania działań organizacji do warunków kryzysu ekonomicznego i antyrobotniczych poczynań sanacji. Zjazd opowiedział się za samodzielnością organizacji młodzieży robotniczej i rozszerzeniem jej działalności politycznej. W okresie Zjazdu OM TUR liczyła 6600 członków.
15 grudnia 1935 r. CKW PPS podjął decyzję o rozwiązaniu do 15 marca 1936 OM TUR i powołaniu na jej miejsce Kół Młodzieży PPS kierowanych przez wydziały młodzieży przy instancjach partyjnych. Koła Młodzieży miały przygotowywać młode kadry związane z PPS nie tylko ideowo, ale i organizacyjnie. Przewodniczącym Centralnego Wydziału Młodzieży PPS był sekretarz generalny PPS Kazimierz Pużak.
8-9 października 1944 r. W Lublinie odbył się zlot i konferencja młodzieży socjalistycznej, na której powołano Tymczasowy Zarząd Główny OM TUR
15-17 kwietnia 1945 r. W Warszawie obradowała konferencja krajowa OM TUR, która uchwaliła nowy statut uniezależniający OM TUR od TUR.
17-19 września 1945 r. W Koszęcinie odbyła się Krajowa Konferencja Delegatów OM TUR, która uchwaliła „Zasady młodego turowca”.
2 listopada 1945 r. Henryk Jabłoński został przewodniczącym ZG TUR.
22-24 czerwca 1947 r. W Warszawie odbył się I Krajowy Zjazd OM TUR. Przewodniczącym wybranego KC został Lucjan Motyka.
20 sierpnia 1947 r. OM TUR i ZWM zawarły umowę o współpracy.
14 marca 1948 r. OM TUR wystąpiła z Międzynarodówki Młodzieży Socjalistycznej.
10 czerwca 1948 r. Zjazd OM TUR opowiedział się za zjednoczeniem organizacji młodzieży polskiej.
20-21 lipca 1948 r. We Wrocławiu odbył się I Zjazd Związku Młodzieży Polskiej, powstałego z połączenia ZWM, OM TUR, ZMW „Wici”, ZMD.

## Sport
Organizacja w okresie swojego istnienia patronowała powstaniu bądź reaktywacji wielu klubów sportowych, m.in. Rakowa Częstochowa, Zagłębia Lubin, Stali Rzeszów, Sandecji Nowy Sącz, Skry Częstochowa, Społem Łódź, Legionovii Legionowo, Alitu Ożarów, Jaworzanki Jawor, Przyszłości Włochy, Calisii Kalisz, Orkana Sochaczew, KS Olkusz,  Stara Starachowice, Skawy Wadowice, Neptuna Końskie, ŁKS Łomża, Naprzodu Jędrzejów, Łużyc Lubań, Włókniarza Konstantynów Łódzki, GKS Rozbark, Zatoka Braniewo.